# Березовська Марина Георгіївна
Марина Юріївна Березовська (англ. Marina Berezowsky; нар. 27 лютого (14 лютого) 1914, Київ — пом. 19 червня 2011, Австралія) — українська класична танцюристка, артистка балету, хореографка, учителька танцю.

## Життєпис
Народилася 1914 року в Києві в родині українського художника-графіка Георгія Нарбута та Н. Л. Модзалевської. Літні місяці дитинства і юності часто проводила на малій батьківщині батька - у селі Нарбутівка, поблизу с. Первомайське Березівської сільської ради на Сумщині. Класичному танцю навчалася у Києві, танцювала в Київському державному театрі музичної комедії (1935—1936) та балету Оперного театру у м. Горькому (Росія, 1937—1938).
Під час Другої світової війни стала членкинею Українського музичного театру, з яким у 1943 року виїхала до Західної України, а потім до Берліна. У таборі переміщених осіб м. Гамбурга навчала українському танцю. Отримала статус «переміщеної особи» (англ. «displaced person», DP; укр. ДіПі).
У 1949 році Березовська емігрувала до Австралії, де поселилася в м. Перті. Там працювала викладачкою класичного балету. У 1950 р. стала співзасновницею Балетної компанії Західної Австралії. Для якої створила хореографію балетів «Le Parasolle» (музика Франца Шуберта, обробка Джона Пемберті), «Romaine» (муз. обробка Геннадія Тамарченко) і «Половецькі танці» (музика Олександра Бородіна). 1956 року переїхала до Мельбурна.
Пізніше Марина Березовська викладала характерний танець в різних балетних школах, у тому числі в Балетній Академії Борованського (1957—1959), Австралійській балетній школі (1969—1975) та Вікториянському коледжі мистецтва (1979—1984). Протягом 1960—1966 років працювала художньою керівницею танцювальної групи «Соняшний промінь» при Українській громаді Вікторії. Згодом (1970—1980) керувала аматорською, а потім професійною танцювальною компанією «Колобок». З 1988 року Марина Березовська проводила семінари з класичного і характерного танців в університетах США.
У 1989 р. стала хореографкою українського ансамблю «Байда козаки»..

## Нагороди

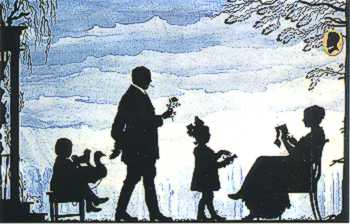
Автопортрет Григорія Нарбута з дружиною (Н. Л. Модзалевська) і дітьми. У медальйоні на дереві — портрет В. Л. Модзалевського. Силует (1919)

За заслуги у розвитку танцювального мистецтва австралійський уряд надав М. Березовській звання членкині Ордену Австралії 1984 р.

## Родина
Батько — Гео́ргій (Ю́рій) На́рбут (1886—1920) — український художник-графік, ілюстратор, автор перших українських державних знаків (банкнот і поштових марок).
Брат — Данило Нарбут (1916—1998) — художник, сотник УПА, лауреат Шевченківської премії, творчість якого базувалась переважно на мотивах української історії і етнографії.